# Vespicula
Vespicula és un gènere de peixos pertanyent a la família dels tetrarògids i a l'ordre dels escorpeniformes.

## Etimologia
Vespicula és un diminitiu del mot llatí vespa (vespa).

## Hàbitat i distribució geogràfica
Es troba a la conca Indo-Pacífica: des de les illes Andaman, l'arxipèlag de Mergui (Myanmar) i Tailàndia fins a les illes Filipines (com ara, Luzon), Indonèsia (com ara, Cèlebes, Sumatra, Java, Borneo i les illes Petites de la Sonda) i Hainan (la Xina), incloent-hi Singapur i el mar de la Xina Meridional.

## Cladograma
| Vespicula (Jordan & Richardson, 1910) | \| \| Vespicula cypho (Fowler, 1938)[25] \| \| \| \| \| \| Vespicula trachinoides (Cuvier, 1829)[26] \| \| \| \| \| \| Vespicula zollingeri (Bleeker, 1848)[27][28][29] \| \| \| \| |
|                                       | \| \| Vespicula cypho (Fowler, 1938)[25] \| \| \| \| \| \| Vespicula trachinoides (Cuvier, 1829)[26] \| \| \| \| \| \| Vespicula zollingeri (Bleeker, 1848)[27][28][29] \| \| \| \| |
|                                       | Ablabys |
|                                       | |
|                                       | Centropogon |
|                                       | |
|                                       | Coccotropsis |
|                                       | |
|                                       | Cottapistus |
|                                       | |
|                                       | Glyptauchen |
|                                       | |
|                                       | Gymnapistes |
|                                       | |
|                                       | Liocranium |
|                                       | |
|                                       | Neocentropogon |
|                                       | |
|                                       | Neovespicula |
|                                       | |
|                                       | Notesthes |
|                                       | |
|                                       | Ocosia |
|                                       | |
|                                       | Paracentropogon |
|                                       | |
|                                       | Pseudovespicula |
|                                       | |
|                                       | Richardsonichthys |
|                                       | |
|                                       | Snyderina |
|                                       | |
|                                       | Tetraroge |
|                                       | |
|                                       | Vespicula cypho (Fowler, 1938) |
|                                       | |
|                                       | Vespicula trachinoides (Cuvier, 1829) |
|                                       | |
|                                       | Vespicula zollingeri (Bleeker, 1848) |
|                                       | |

|  | Vespicula cypho (Fowler, 1938)        |
|  |                                       |
|  | Vespicula trachinoides (Cuvier, 1829) |
|  |                                       |
|  | Vespicula zollingeri (Bleeker, 1848)  |
|  |                                       |